# Нея
Нея (на руски: Нея) е град в Русия, административен център на Нейски район, Костромска област. Населението на града към 1 януари 2018 е 8865 души.